# 柳聖甲
柳 聖甲（ユ・ソンガプ、朝鮮語: 유성갑、1909年または1910年11月11日 - 没年不明）は、大韓民国の政治家。制憲韓国国会議員。仏教徒。
本貫は高興柳氏。ハングル表記はリュ・ソンガプ（류성갑）とも。

## 経歴
日本統治時代の全羅南道高興郡出身。漢文修学を経て宝城郡筏橋宋明学館、城西学院中学校卒。大正大学予科修了、日本大学法科卒。満洲で活躍した後、大韓独立促成全国青年総連盟常任委員、国民会青年団監察委員長・総務部長、東国大学講師、国華女子専門学校教授、檀民党所属の国会議員、国会法制司法委員を務めた。